# 法國航空358號班機事故
法國航空358號班機（AF358）是一班由法國巴黎夏爾·戴高樂國際機場飛往加拿大多倫多皮尔逊国际机场（Lester B. Pearson International Airport）的法國航空班機。2005年8月2日，於東岸日光時間（EDT）下午4時04分（UTC 20:04）在多倫多降落時，因機組失誤以及惡劣天氣，未能在跑道結束前減速停止，衝出跑道末端並起火燃燒，所幸所有乘客與機組人員都及時逃出，無人死亡。

## 飛機
失事飛機是一架空中巴士A340-313E型廣體噴射客機，配备4台CFM56-5C4/P发动机。此機型是空中巴士A340系列裡高負荷型的衍生版。失事飛機的機身註冊編號為F-GLZQ，1999年8月3日首飛，同年9月7日交付予法國航空。
自1993年首度啟用以來，A340系列一直擁有非常優良的服役紀錄。這次事故是該型飛機第一次造成人員受傷的嚴重事故。

飛機降落路線示意圖顯示，飛機進場時的高度是正常高度的兩倍，而落地處已經接近跑道的中點

## 經過
班機原訂是在中歐夏季時間8月2日下午1時15分（UTC 11:15）離開戴高樂機場，並於當地時間下午3時35分（UTC 19:35）在皮尔逊國際機場降落，但卻因天氣不佳而延誤。
載有乘客及機组人員共309人的358號班機在皮爾森機場2.7公里長的24L跑道著陸後，懷疑是天氣情況惡劣、側風過強，或航機被雷電擊中而無法煞停，飛機滑出跑道外200米左右後跌落在 401號省道 旁的河溝中，隨後起火燃燒。機上309人均趕及在飛機起火前逃出機艙，無人死亡，但43人受傷，其中12人重傷。
| 國籍   | 旅客人數 |
| ------ | -------- |
| 加拿大 | 104      |
| 法國   | 101      |
| 義大利 | 19       |
| 美国   | 14       |
| 印度   | 8        |
| 英国   | 7        |
| 以色列 | 4        |
| 墨西哥 | 1        |
| 土耳其 | 1        |
| 不明   | 36       |
| 總計   | 297      |

## 調查
法國運輸局、法國航空、加拿大運輸安全委员会、加拿大交通部、美國國家運輸安全委員會與空中巴士组成的独立调查组，在事發現場搜集證據調查事發原因。

## 原因
由於降落時的天氣狀況，造成組員壓力過大引發操作失誤。調查人員雖然發現當時飛機的推力反向器是開啟著，可是後來卻證實推力反向器是於降落後17秒才被開啟，這導致358號班機未能及時煞停，其後更衝出跑道墜毀。
另外，在當時天氣惡劣的情況下，塔台仍要求358號班機降落在全長只得2.7公里的24L跑道（該機場最短的跑道），亦令情況雪上加霜。在1978年6月26日，加拿大航空189號班機亦在同一機場起飛時衝出跑道，墜落在與358號班機相同的深坑中，造成兩人死亡。事後，有建議將該條深坑填平，可是當局其後卻不了了之。

## 後續
涉事客機因為機身損毀及燒毀，而不作修復，直接除牌退役，機齡約6年。此客機是法國航空首架退役的空中巴士A340-300客機，及全球第三架因事故而退役的A340客機。
目前法國航空由巴黎飛往多倫多的航班編號已改為356號班機，每日一班，使用空中巴士A350-900客機執飛。

## 類似事故
- 加拿大航空189號班機：飛機於多倫多皮尔逊国际机场起飛時因機件故障及人為失誤，衝進同一條深坑內，機身折斷，兩名乘客死亡。
- 美国航空1420号班机：机员在恶劣天气下疑因心理压力，降落时未有启动扰流板导致飞机冲出跑道撞毁。含机长共11人死亡。
- 中華航空605號班機：飛機於颱風吹襲香港期間，因人為失誤導致飛機無法及時啟動推力反向器煞停飛機，結果全機衝出跑道掉入海中，23人受傷。
- 西南航空1248號班機：飛機於積雪跑道降落後，未有即時啟動推力反向器，結果一直衝出跑道末頭，與公路上一架汽車碰撞，結果造成車上一名小童死亡。
- 巴西天馬航空3054號班機：飛機於暴雨降落期間，因機長未有及時打開推力反向器，加上跑道濕滑等可能因素，結果機長選擇重飛不及，最後衝出跑道並撞向巴西天马航空货运大楼爆炸著火，199人死亡。
- 阿聯酋航空521號班機

## 外部連結
- 事故描述–Aviation-Safety.net （页面存档备份，存于）
- Airliners.Net （页面存档备份，存于）：飛機失事的照片
- Airliners.Net （页面存档备份，存于）：飛機失事前的照片